# Kacusika Hokuszai
Kacusika Hokuszai (葛飾 北斎, Hepburn-átírással: Katsushika Hokusai; Edo, 1760. október 30. – Edo, 1849. május 10.) az egyik legjelentősebb japán képzőművész, fametsző és ukijo-e festő az Edo-korban (江戸時代, Edo jidai). Ő alapozta meg a tájképet ábrázoló fametszetek világhírét Utagava Hirosige (1797-1849) mellett. Munkássága rendkívül terjedelmes, feltehetően több mint harmincezer műalkotást készített, továbbá közel négyszáz könyvet illusztrált. Egyik leghíresebb műve a Fudzsi harminchat látképe sorozat, amely 1830-36 között készült, fadúcos nyomtatással. Nagy hatással volt rá többek között a kínai festészet és Szessú Tójó (雪舟 等楊, Hepburn: Sesshū Tōyō), aki a japán tusfestészet egyik legjelentősebb alakja.

## Fiatalkora és tanulmányai
Születésének dátuma biztosan nem ismert, csak feltételezések vannak. A hagyomány szerint a Hóreki korszak (宝暦, Hepburn: Hōreki) tizedik évének kilencedik hó huszonharmadik napján (1760. október 30.) született kézműves családban Edo Kacusika kerületében.

Gyermekkori neve Tokitaró volt. Úgy tartják, hogy apja Nakadzsima Isze tükörkészítőként dolgozott. Édesanyja feltehetően apja egyik ágyasa lehetett, emiatt édesapja nem nevezte ki örökösévé. Hatéves kora körül kezdett el festeni, művészetét valószínűleg az édesapjától tanulta, aki festett mintákkal díszítette a tükrök keretét. 

Tizenkét éves korában dolgozni küldték egy könyvkereskedésbe, amely egy népszerű intézménytípusnak számított az akkori japán városokban. Itt fadúcnyomatos könyveket lehetett olvasni, ami a középső és felső osztálybeliek köreiben közkedvelt szórakozási lehetőség volt.
Két évvel később gyakornok lett egy fafaragónál egészen 18 éves koráig. Ekkor felvételt nyert Kacukava Sunsó (勝川 春章, Hepburn: Katsukawa Shunshō; 1726 – 1793) műtermébe. Sunsó ukijo-e stílusú festő és grafikus, illetve a Kacukava iskola vezetője volt. Az ukijo-e (浮世絵, Hepburn: ukiyo-e; 'a lebegő világ képei') a késői japán zsánerfestészet aprólékosan faragott, fadúcokkal nyomott alkotásai, aminek Hokuszai később mesterévé vált. Az ukijo-e témája, ahogyan az Sunsónál is megjelenik, a kurtizánok és a kabukiszínészek voltak, akik ekkor Japánban nagy népszerűségnek örvendtek. 

Egy év elteltével Hokuszai először változtatta meg a nevét. Az új neve Sunró lett, amelyet a mesterétől kapott. Ezen a néven publikálta első nyomatát, egy képsorozatot Kabuki szereplőkről, amely 1779-ben jelent meg. Ekkor még továbbra is Sunsó műtermében dolgozott. Hokuszai első házasságáról nagyon keveset tudni, felesége a korai 1790-es években halt meg. Bár 1797-ben újranősült, második felesége is rövid időn belül meghalt. Két fia és három lánya született. Legfiatalabb lánya Szakae édesapja nyomdokaiba lépve Ói néven lett művész.
Sunsó 1793-as halálát követően Hokuszai más művészeti ágak iránt is elkezdett érdeklődni, beleértve az európai irányzatokat is. Elsajátította a francia és holland stílusú rézkarckészítést. 

Kacukava Sunsó legfőbb tanítványa Sunkó volt, aki mestere halála után nem sokkal eltanácsolta a Kacukava iskolából Hokuszait feltehetően a rivális Kanó iskolában való tanulmányai miatt. Ez az eset az ő szavaival élve nagyon inspiráló volt, nagyon ösztönzően hatott rá. Ami igazán motiváló volt a művészi fejlődésemre nézve, az az a kín, amelyet Sunkó keze alatt tapasztaltam.
Az esemény Hokuszai műveinek tárgyára is hatással volt. Az eddig megszokott, hagyományos ukijo-e témának számító kurtizánok és színészek helyett tájképeket ábrázolt, illetve a japán emberek mindennapi életét mutatta be különböző társadalmi szinten. Ez a témaváltás hatalmas áttörést jelentett az ukijo-e művészetre és Hokuszai karrierjére nézve is. Ebben az időszakban, 1790-ben jelent meg a Tüzijáték a Rjogoku hídnál (1790) című munkája.

## Karrierjének csúcspontja

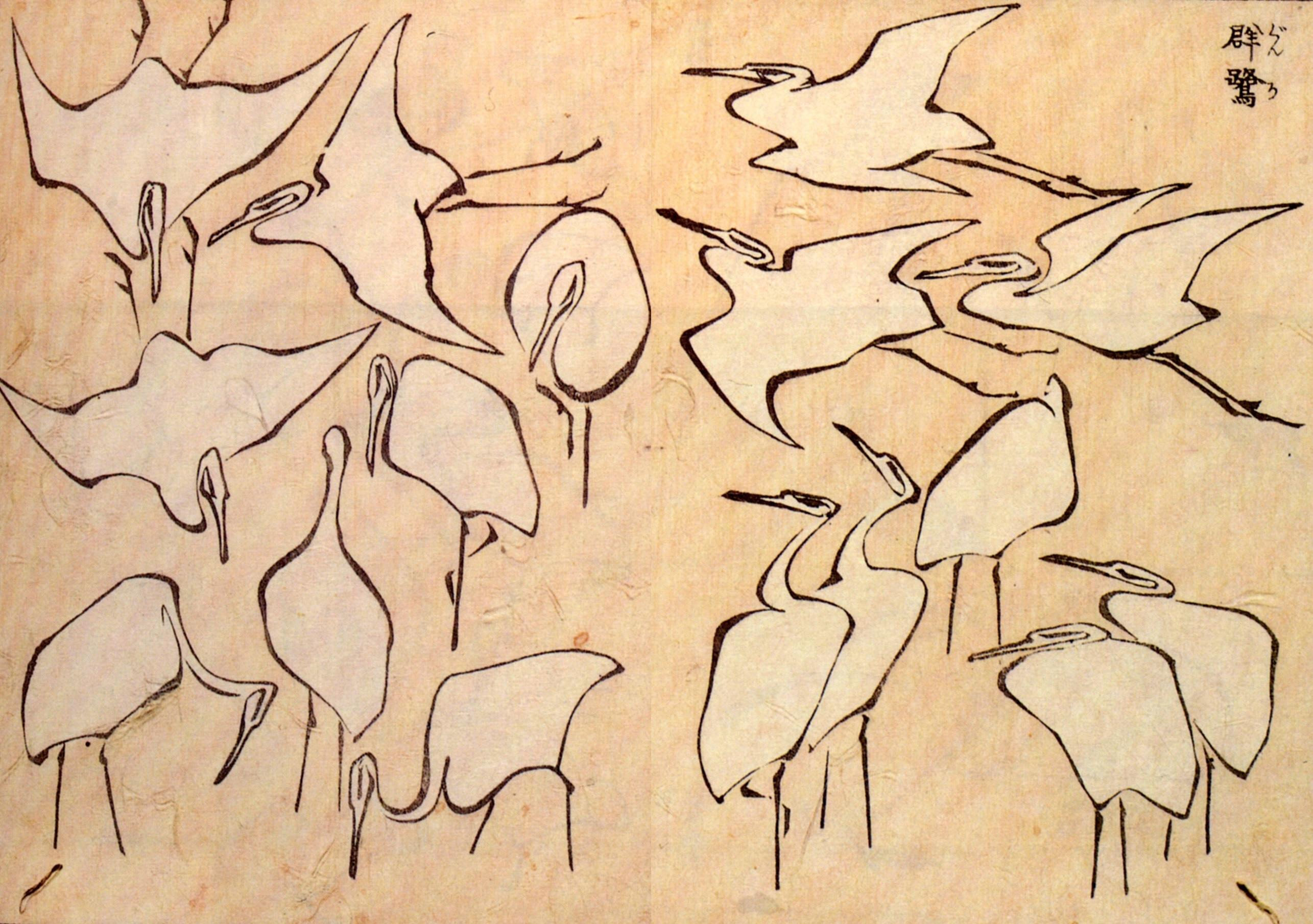
Darvak a Gyors leckék vázlatrajzolásból című gyűjteményből

A következő időszakban kapcsolatba került a Tavaraja iskolával és a Tavaraja Szori nevet kapta. Számos tusképet, úgynevezett szurimonot készített, ezen kívül ekkortájt illusztrálta a Kjóka ehon című humoros verseskötetet is.
1798-ban a tanítványként kapott nevét megváltoztatta és Hokuszai Tomisza néven alkotott tovább. 1800-ban Hokuszai tovább fejlesztette az ukijo-e festészetet és felvette a Kacusika Hokuszai nevet, ami a legelterjedtebb és a leghíresebb. Nevének első része Edo város egyik részére utal, a Hokuszai jelentése pedig "északi műterem". Ebben az évben jelent meg két tájképgyűjteménye, az Edo nyolc látképe és a Keleti főváros nevezetességei. Ettől az időszaktól kezdve elkezdett tanítványokat keresni, élete során több mint ötven diákja volt. 

A következő évtizedben egyre híresebbé vált, amit egyrészt a műveinek, másrészt a megfelelő önreklámozásnak köszönhetett.
Az 1804-es tokiói fesztiválon portrét készített egy buddhista papról. Állítólag 600 láb (180 méter) hosszú lett és elkészítéséhez egy seprűt és egy festékkel teli vödröt használt. Egy másik történet szerint meghívták Tokugava Ijenari sógun udvarába versenyezni egy másik művésszel, akinek nagy gyakorlata volt a hagyományos ecsetvonás festészetében. Hokuszai a sógun előtt készítette el festményét. Egy csirkének a lábát befestette piros festékkel, majd átkergette egy kék színű papíron. Ezután elmagyarázta a sógunnak, hogy a képen a Tacuta folyó látható és annak vizében vörös juharlevelek úszkálnak. Ezzel a munkájával megnyerte a versenyt.

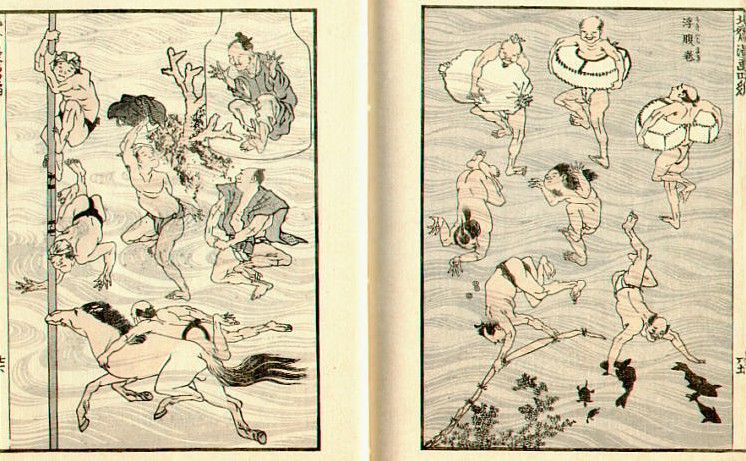
Képek a Hokuszai Mangából

1807-ben a népszerű regényíróval, Takizava Bakinnal elkezdtek egy illusztrált könyvsorozaton dolgozni, viszont a művészetbeli nézeteltérések miatt az együttműködés a negyedik könyvnél félbeszakadt. A kiadó a munkával kapcsolatban végül Hokuszait választotta, ezzel is hangsúlyozva a illusztrációk fontosságát ebben az időszakban. 

1811-ben, ötvenegy évesen megváltoztatta nevét Taitora. Ebben az időszakban alkotta meg a Hokuszai Mangát és különböző művészeti kézikönyveket adott ki. 1812-ben készült el a Gyors leckék vázlatrajzból, melynek köszönhetően egyre több tanítványt vonzott magához és egyre több pénzt keresett. Az első 1814-ben publikált Hokuszai manga hatással volt a japán képregények ma ismert formájára, melyet ugyanezen a néven ismerünk. Az összesen 12 részből álló mangasorozat szereplői rajz állatok, vallási figurák, és a hétköznapi emberek. A történeteknek gyakran van humoros felhangja és nagyon népszerűek voltak abban az időben. 

1817. október 5-én a Hongan-dzsi Nagoja Becuin templomban megfestette a Nagy Daruma című munkáját, amely közel tizennyolcszor tizenegy méter. Bár az eredeti 1945-ben megsemmisült, promóciós szórólapokon fennmaradt, melyeket Nagojai Múzeum őriz.

1820-ban megint nevet változtatott és Iicu néven alkotott tovább. Ez a változás egy új időszak kezdetét jelentette, ekkor Japánban már országszerte elismert művész volt. (Mivel Japán elzárkózott a külvilágtól, emiatt csak halála után vált világhírűvé.) Az 1820-as években érte el karrierjének csúcsát. Leghíresebb munkája a Fudzsi harminchat látképe is ebben az időszakban készült el, mely tartalmazza legismertebb képét, A nagy hullám Kanagavánált. Annyira népszerű lett ez a sorozata, hogy a következő két évben kibővítette még tíz nyomattal. Hokuszai tájábrázoló realizmusa ebben a sorozatban teljesedett ki. A japán táj szépségének sokat dicsőített szimbóluma, a Fudzsi-hegy előterében teremti meg az ember helyét, amint békésen végzi munkáját, vagy harcban áll az elszabadult elemekkel. 
 További híres munkái is ekkortájt keletkeztek, mint a Túra a tartományok vízeséseinél.

## Későbbi élete

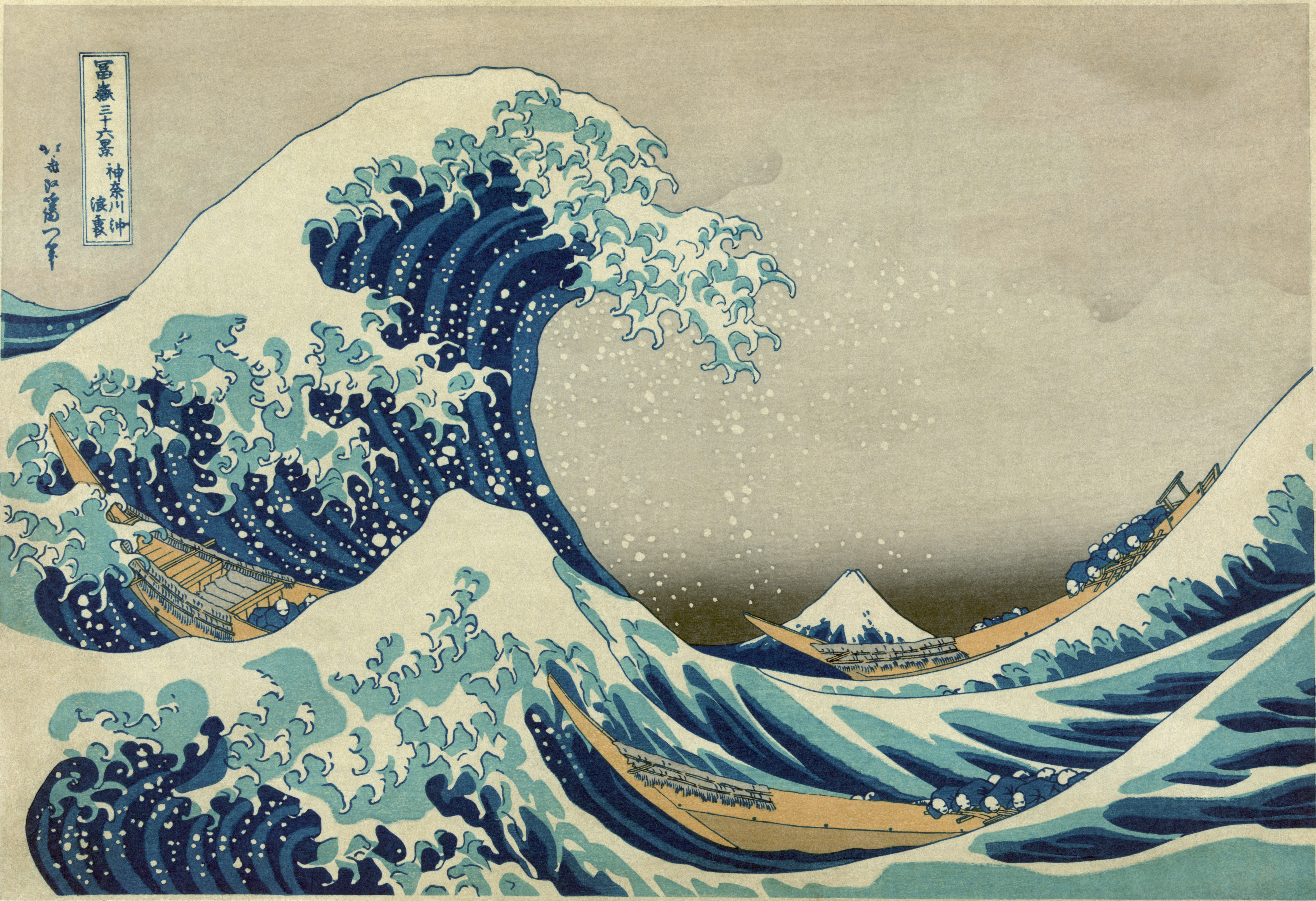
A nagy hullám Kanagavánál (1830 körül), egy ukijo-e A Fudzsi 36 képéből

A fudzsi száz látképe című háromkötetes művének előszavában így nyilatkozott magáról és művészetéről:
"Hatodik életévemtől kezdve festésre ösztönöz minden, amit látok. Ötvenéves koromig nagyszámú rajzot tettem közzé, de mindaz, amit hetvenéves koromig alkottam, említésre sem érdemes. Csak hetvenhárom éves fejjel kezdtem megérteni valamicskét a természet, a növények, fák, négylábúak, madarak, halak és rovarok lényegéből. Mire nyolcvan leszek, még messzebbre jutok és kilencvenéves koromban behatolok a dolgok titkaiba. Százévesen bizonyára elérkezem majd a legmagasabb mesterségbeli tudás stádiumába, és mire száztíz leszek, minden, amit alkotok, minden pont és vonás élővé válik. Aki addig él, ameddig én, megláthatja, hogy betartom a szavamat. Írtam ezeket hetvenöt éves fejjel én, az egykori Hokusai, ma a rajzok vén bolondja." 

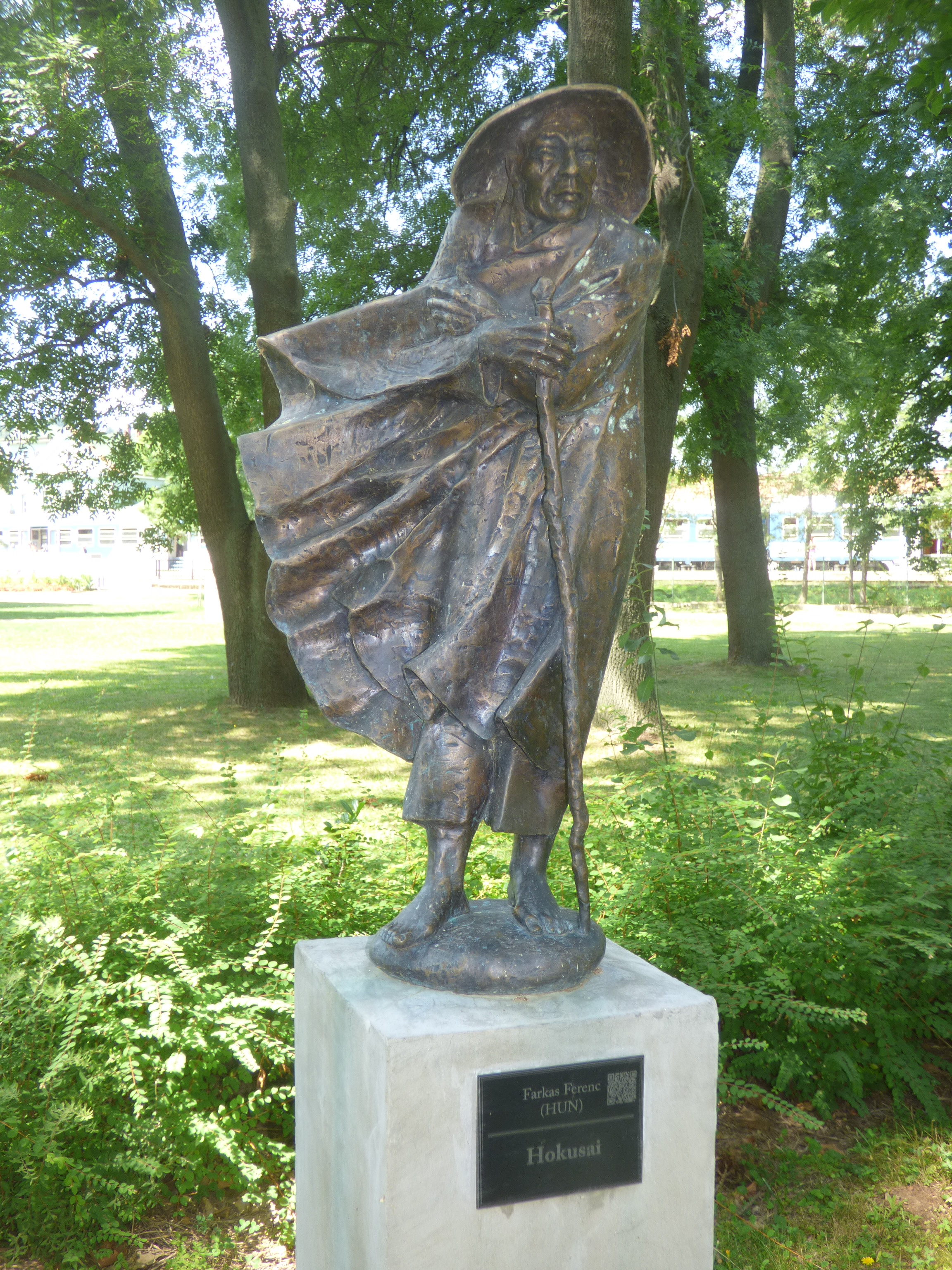
Farkas Ferenc magyar szobrász Hokusai című szobra a balatonalmádi szoborparkban

Hokuszainak élete során legalább harminc neve volt. Bár a japán művészek között megszokott volt a többszöri névváltoztatás, Hokuszai neveinek száma messze meghaladja a többi művészét. 

Életének következő szakasza 1834-ben kezdődött el, "Gakjó Ródzsin Mandzsi" (Őrült öregember a művészetért) néven alkotott. Ekkor adta ki másik jelentős tájképsorozatát Fudzsi száz látképe címmel.
1839-ben tűz ütött ki, ami miatt leégett a műterme és sok munkája odaveszett. Ebben az időszakban egyre népszerűbbek lettek új, fiatal művészek, mint Andó Hirosige. Ennek ellenére Hokuszai soha nem hagyta abba az alkotást, 87 évesen fejezte be a Kacsák a folyában nevű képét.
1849. május 10-én (Régi naptár szerint a második év negyedik hó 18-ik napján) halt meg és Szeikjó-dzsiben, Tokióban temették el.

## Sunga művészet

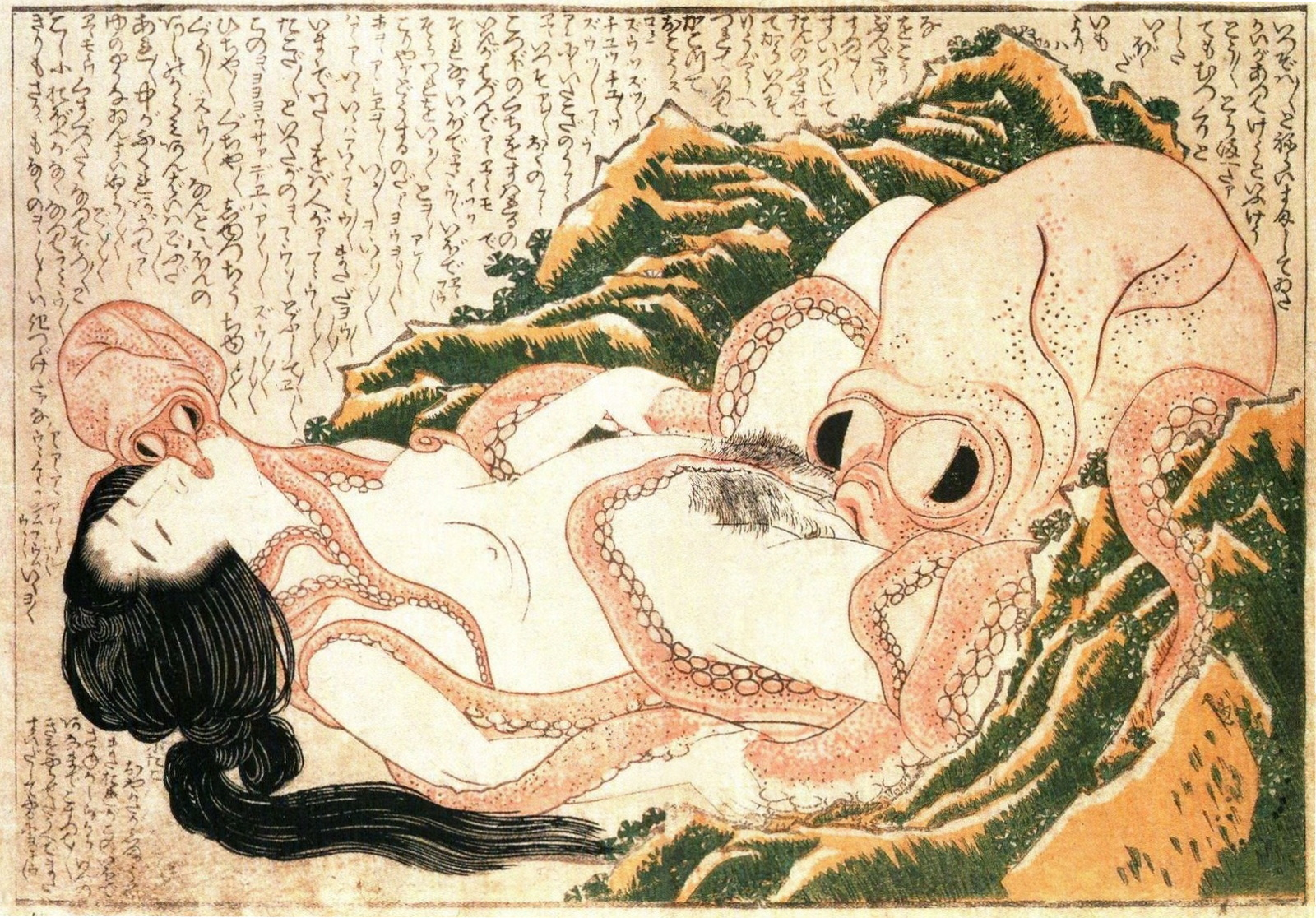
A halász feleségének álma, 1814

Hokuszai erotikus jeleneteket, sungákat is ábrázolt. A sunga (春画, Hepburn: Shunga) egy fogalom az erotikus képi megjelenítésekre, ezek közül a legtöbb ukijo-e típusú, általában fára, vagy fatömbre nyomtatva. Szó szerint lefordítva a japán sunga szó jelentése "tavaszi kép", "tavasz".
Ez a műfaj közkedvelt volt a férfiak és a nők tekintetében is társadalmi osztályoktól függetlenül. Babonák és szokások is kapcsolódtak a témához, emiatt még kelendőbbek voltak ezek a festmények. Ha egy szamuráj magával hordott egy sungát, az szerencsét hozott neki a csatában. Továbbá ha kereskedői raktárban, illetve otthonokban helyeztek el egy képet, az a tűz ellen nyújtott védelmet. Mind a szamurájok, kereskedők és általában a házastársak nehezen lehettek együtt az ellenkező nemmel. A szamuráj volt, hogy hónapokig barakkban élt, a házastársak a sankin-kótai  rendszer miatt szenvedtek, a kereskedőknek pedig sokat kellett utazniuk munkájuk miatt.
Feljegyzések szerint a nők is rendeltek maguknak könyvkereskedőktől sunga képeket. Tradicionálisan a menyasszonyoknak erotikus témájú fametszeteket ajándékoztak a Gendzsi monogatariból. A sunga szexuális útmutatóként is szolgált a gazdagabb családok gyermekei számára.

## Galéria

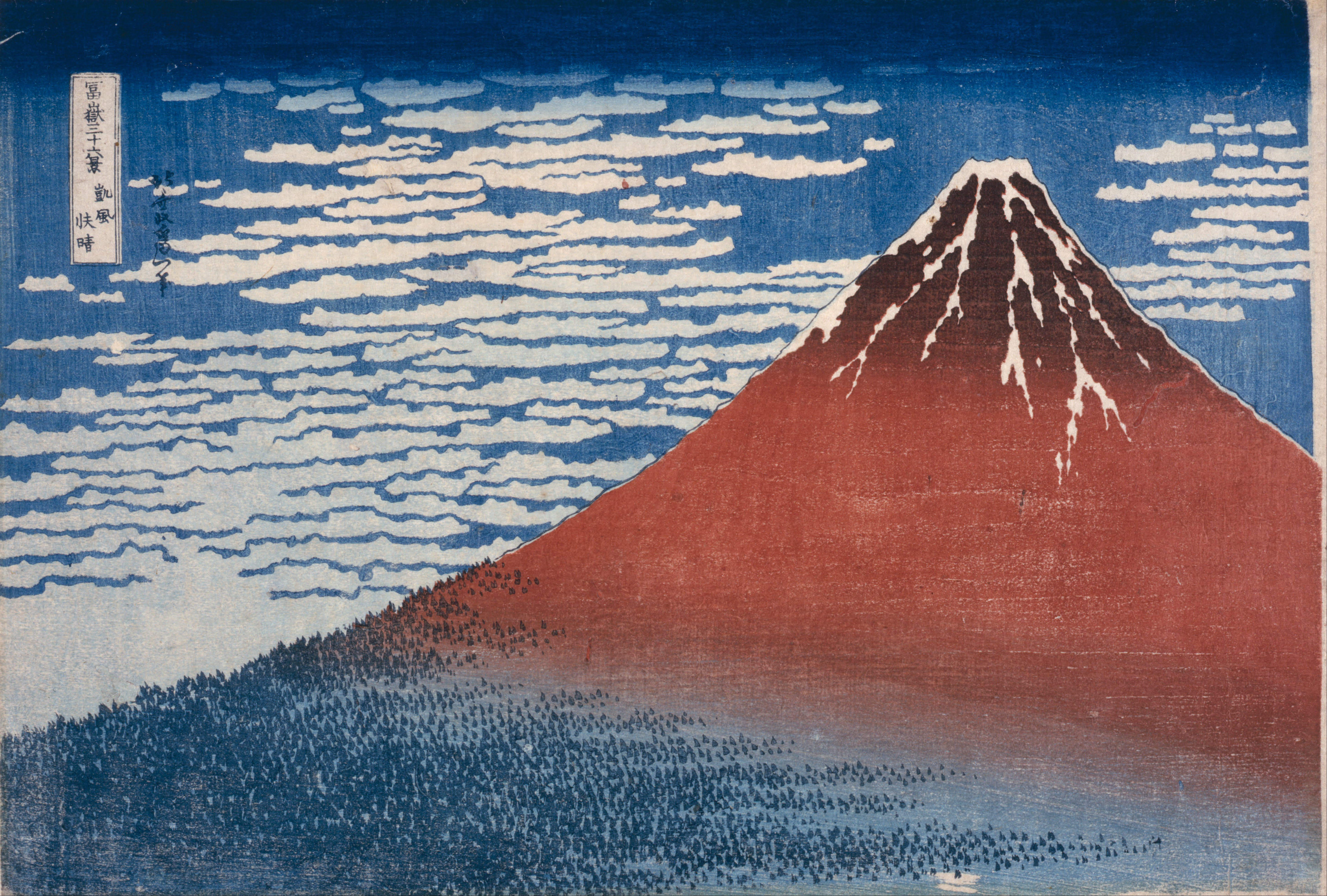
Finom szél tiszta reggel a Fudzsi harminchat látképéből
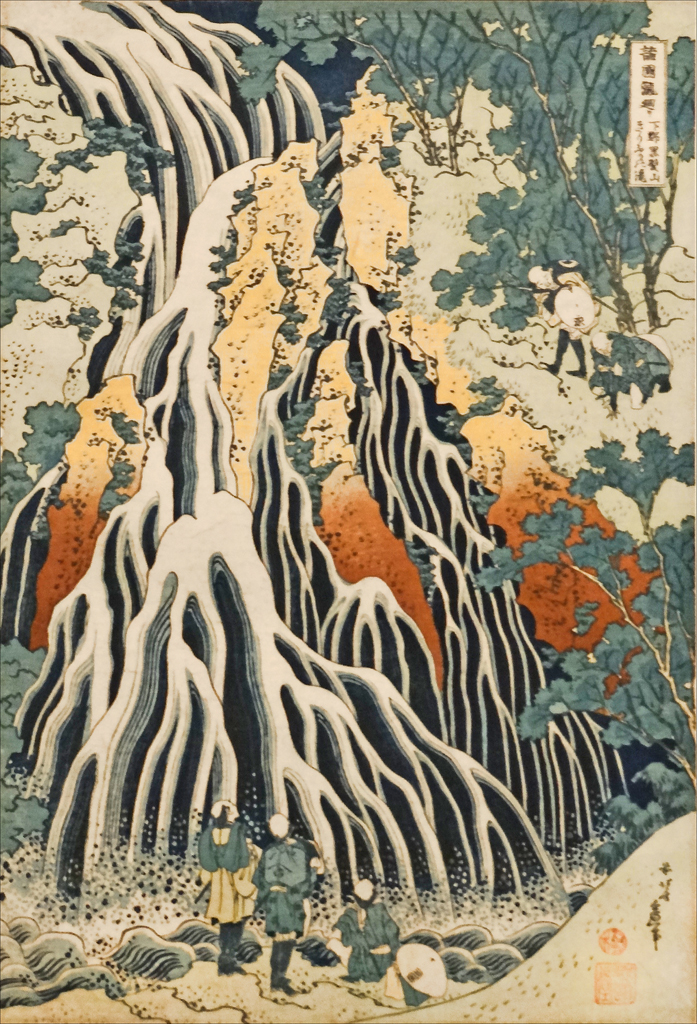
Túra a japán vízeséseknél című munkájából
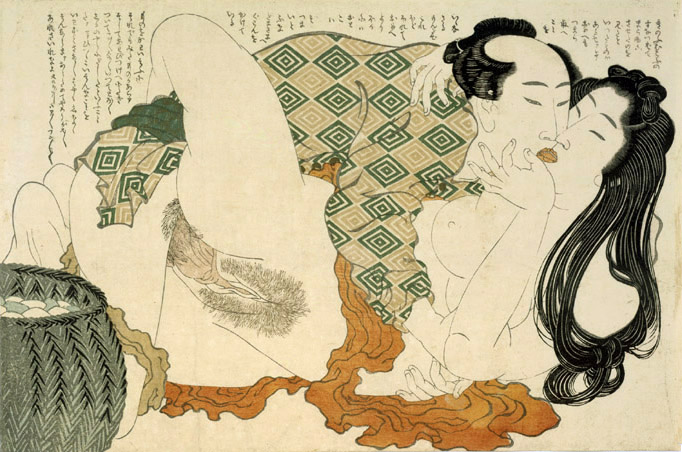
Sunga az Emésztő szerelem című művéből
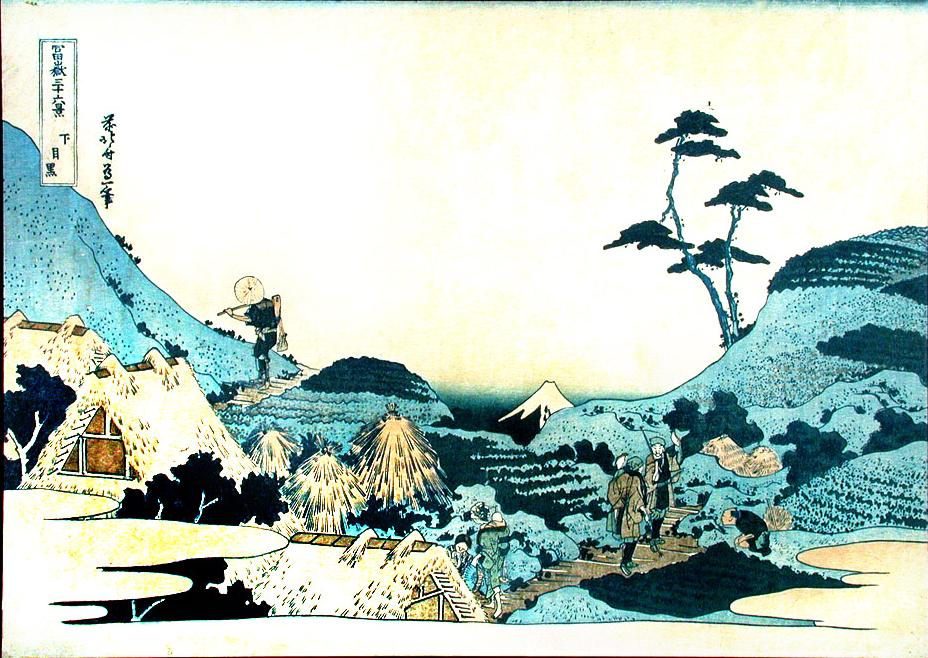
A Fudzsi harminchat látképe című munkájából
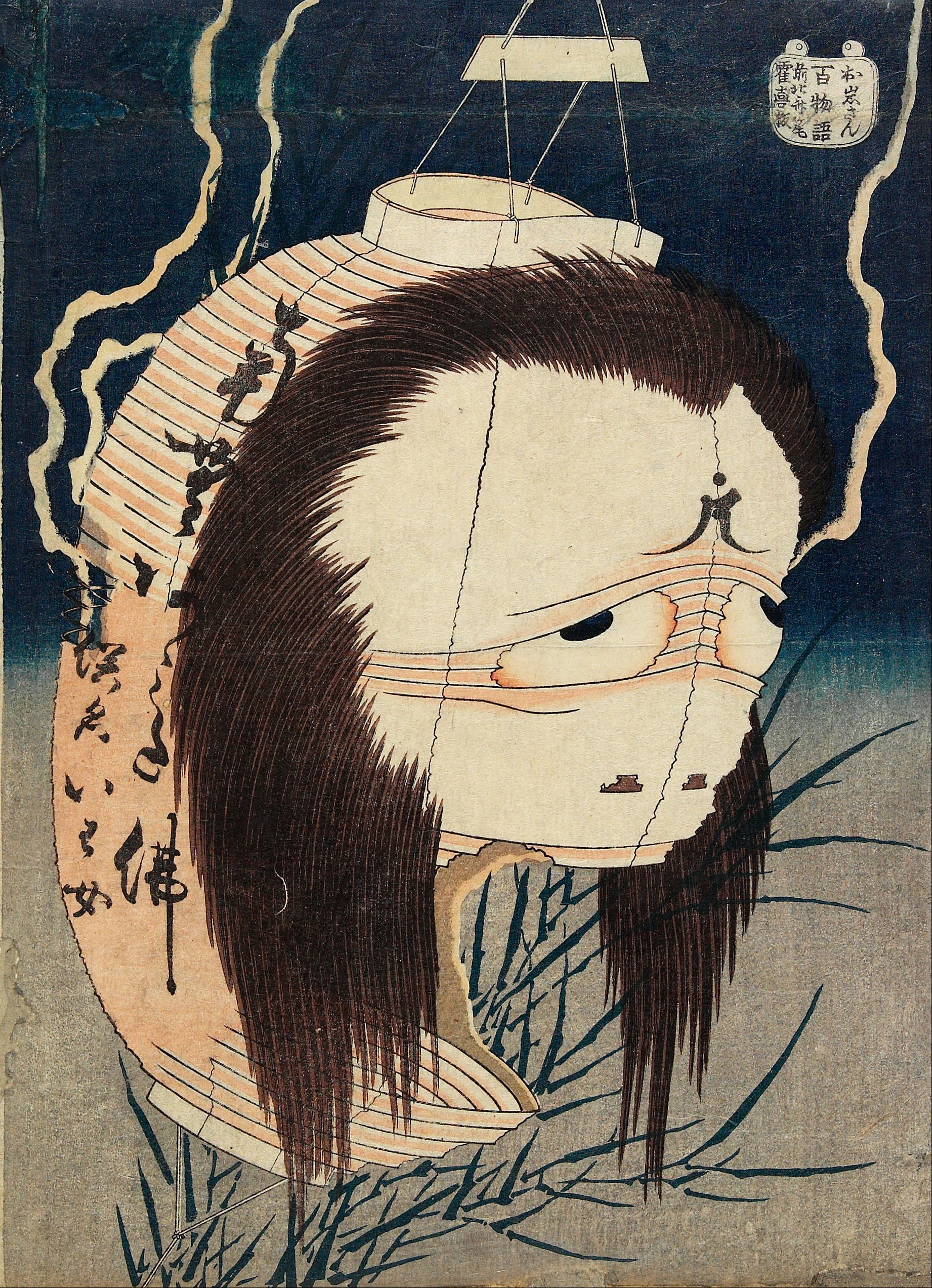
A Száz szellemtörténet című kötet egyik képe, Oiva szelleme
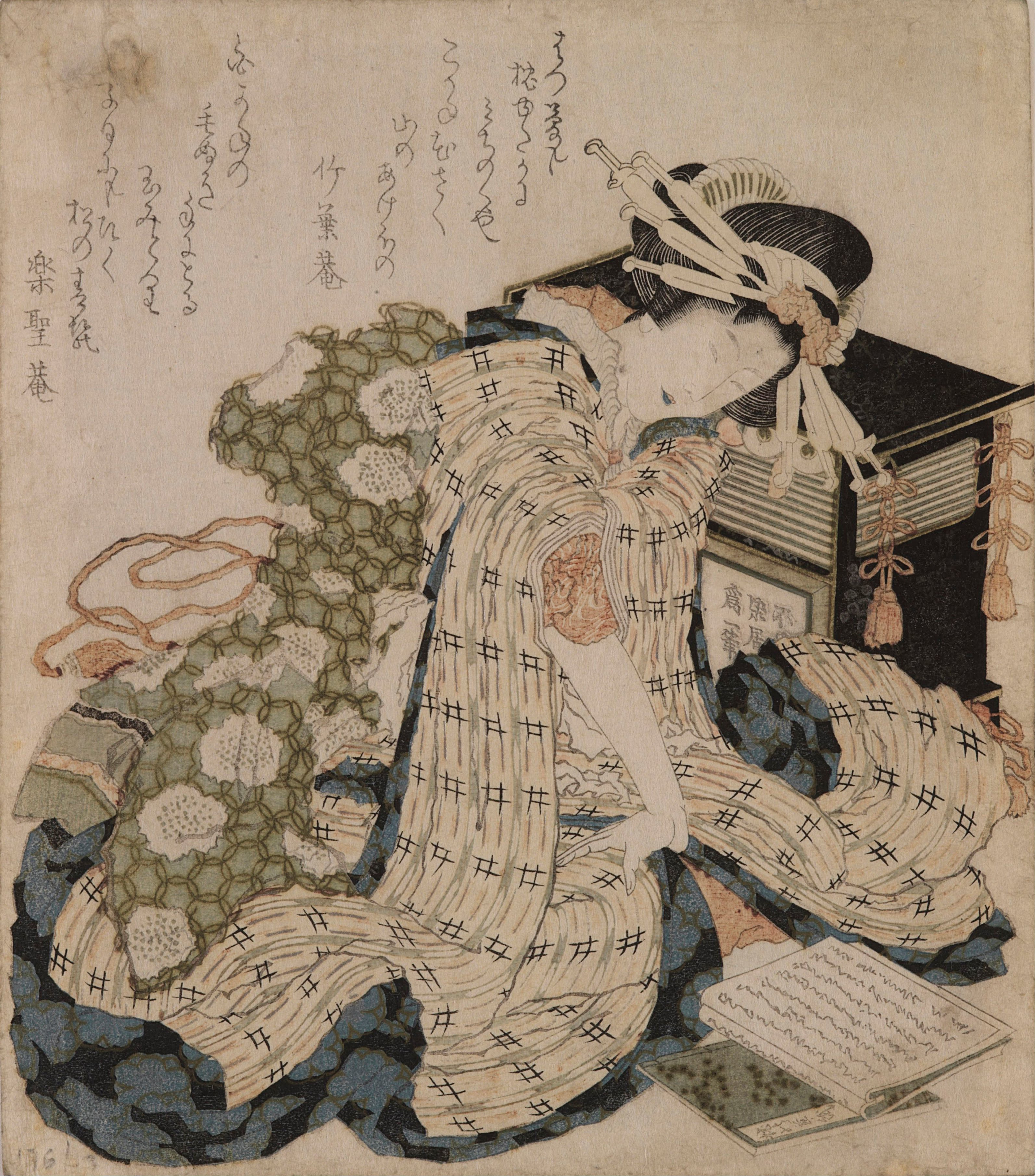
Alvó kurtizán
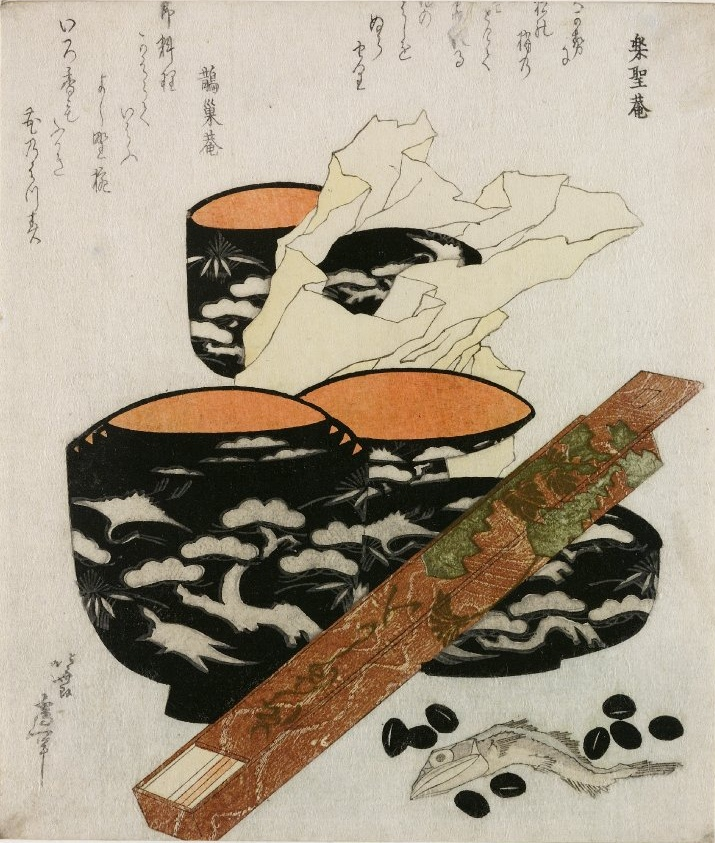
Csendélet
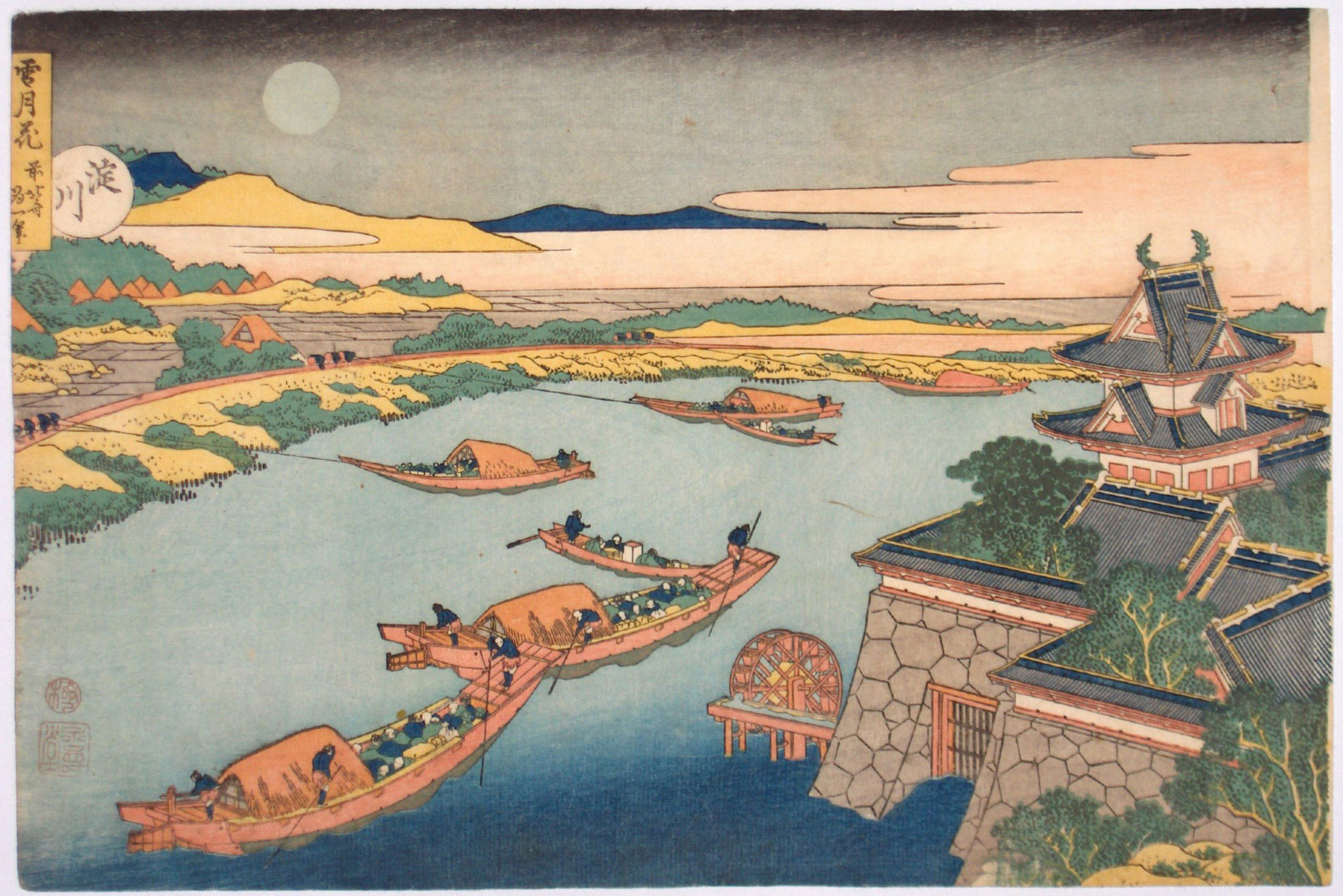
A Jodo folyó a Hó, Hold, Virágzás című munkájából
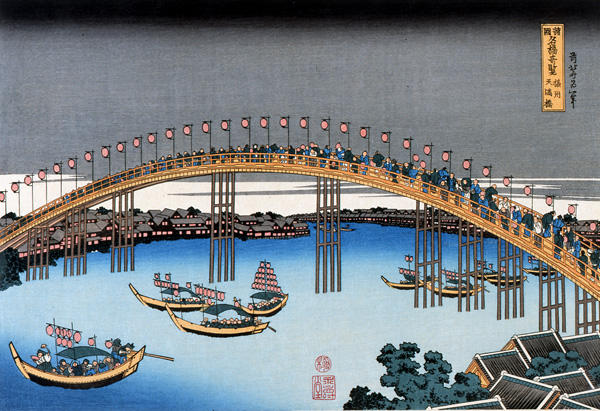
Tenma híd Szecu tartományban
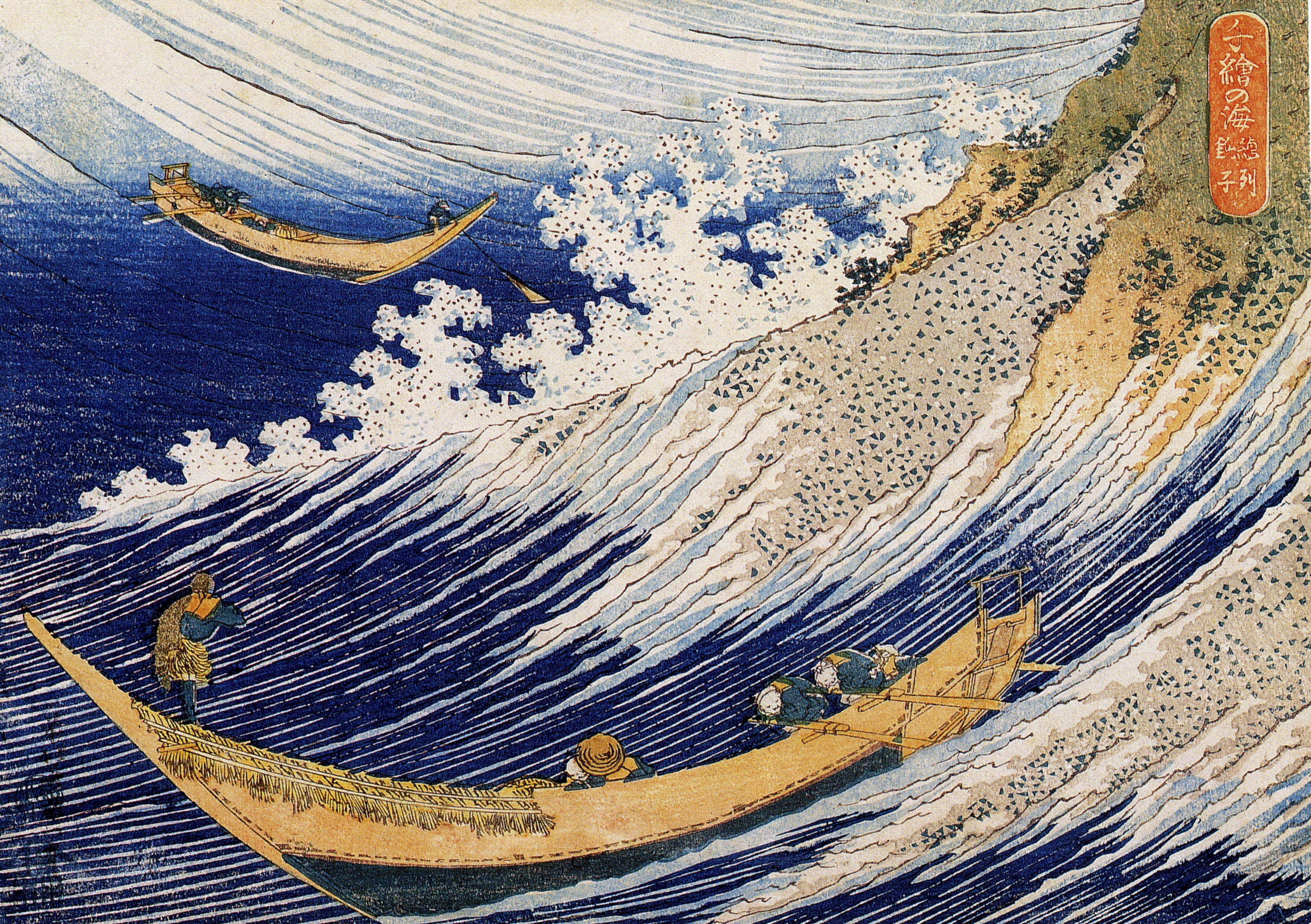
Ezer kép az óceánról
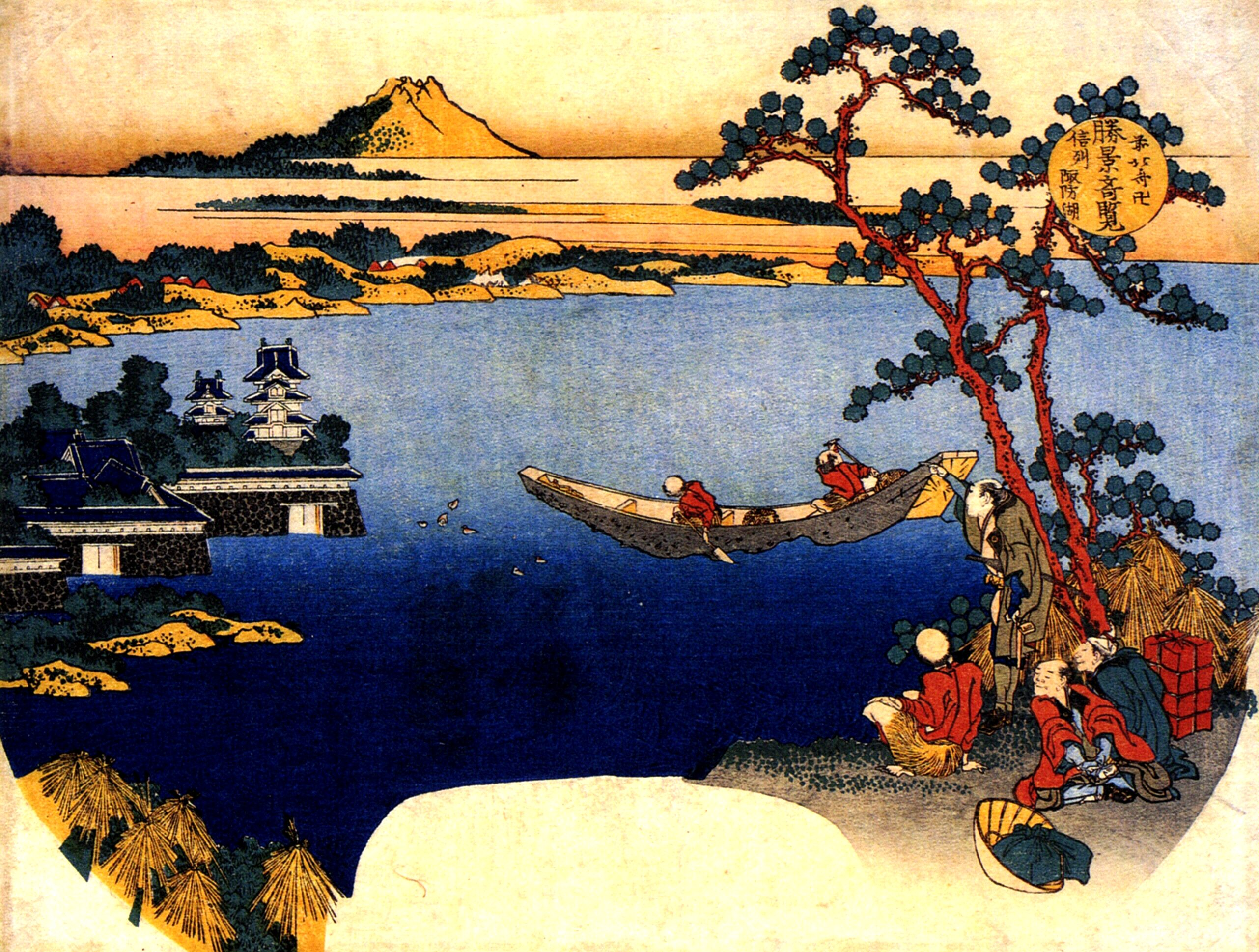
Szuva tó Sinano tartományban
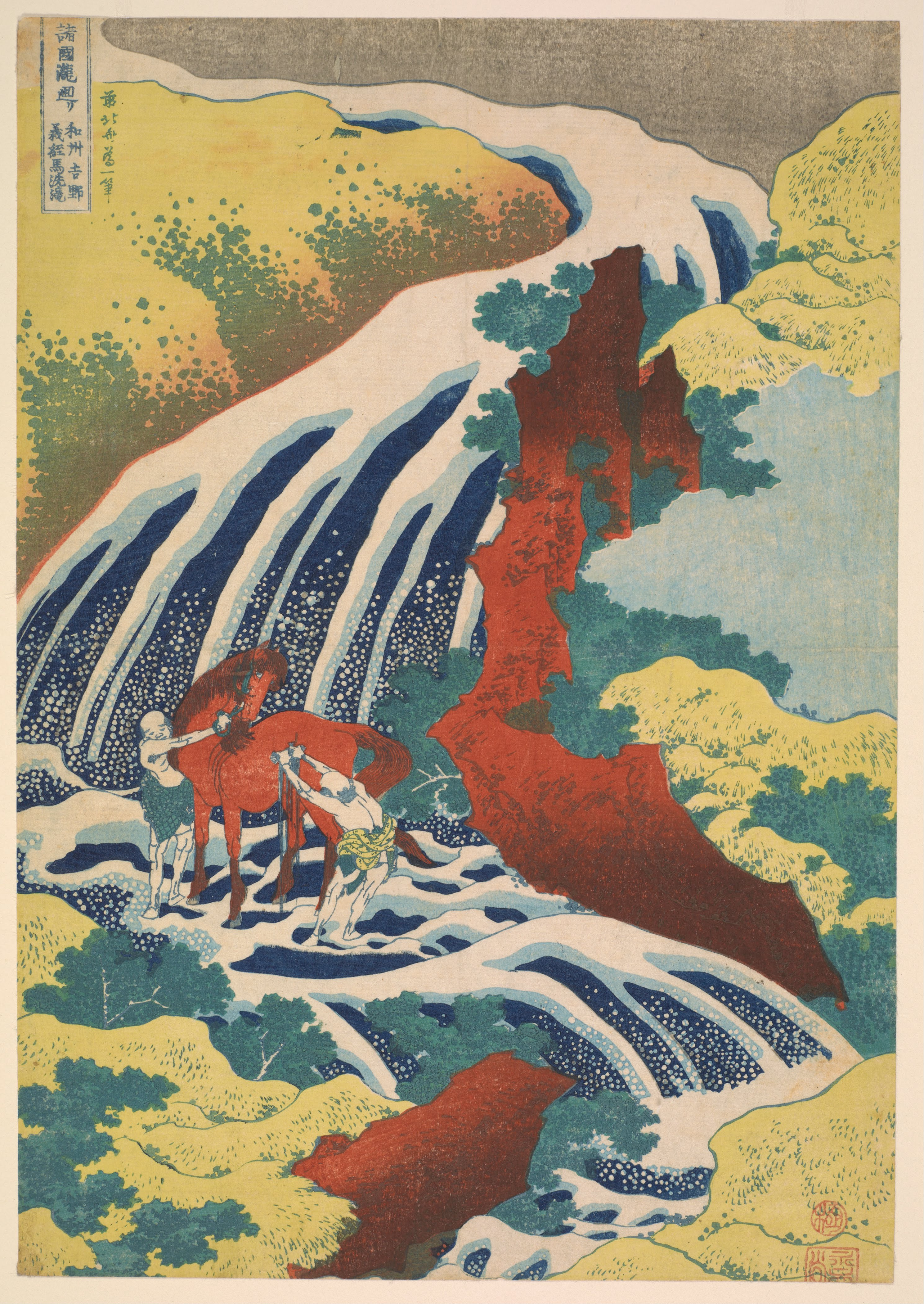
Josino vízesés, ahol Josicune megmosdatta lovát

## Fordítás
Ez a szócikk részben vagy egészben a Hokusai című angol Wikipédia-szócikk ezen változatának fordításán alapul.  Az eredeti cikk szerkesztőit annak laptörténete sorolja fel. Ez a jelzés csupán a megfogalmazás eredetét és a szerzői jogokat jelzi, nem szolgál a cikkben szereplő információk forrásmegjelöléseként.

### Kapcsolódó olvasmányok

#### Általános életrajz
- Bowie, Theodore (1964). The Drawings of Hokusai. Indiana University Press, Bloomington.
- Forrer, Matthi (1988). Hokusai Rizzoli, New York. ISBN 0-8478-0989-7.
- Forrer, Matthi; van Gulik, Willem R., and Kaempfer, Heinz M. (1982). Hokusai and His School: Paintings, Drawings and Illustrated Books. Frans Halsmuseum, Haarlem. ISBN 90-70216-02-7
- Hillier, Jack (1955). Hokusai: Paintings, Drawings and Woodcuts. Phaidon, London.
- Hillier, Jack (1980). Art of Hokusai in Book Illustration. Sotheby Publications, London. ISBN 0-520-04137-2.
- Lane, Richard (1989). Hokusai: Life and Work. E.P. Dutton. ISBN 0-525-24455-7.
- van Rappard-Boon, Charlotte (1982). Hokusai and his School: Japanese Prints c. 1800–1840 (Catalogue of the Collection of Japanese Prints, Rijksmuseum, Part III). Rijksmuseum, Amsterdam.

#### Művészetéről
- Hillier, Jack, and Dickens, F.W. (1960). Fugaku Hiyaku-kei (One Hundred Views of Fuji by Hokusai). Frederick, New York.
- Kondo, Ichitaro (1966). Trans. Terry, Charles S. The Thirty-six Views of Mount Fuji by Hokusai. East-West Center, Honolulu.
- Michener, James A. (1958). The Hokusai Sketch-Books: Selections from the 'Manga'. Charles E. Tuttle, Rutland.
- Morse, Peter (1989). Hokusai: One Hundred Poets. George Braziller, New York. ISBN 0-8076-1213-8.
- Narazaki, Muneshige (1968). Trans. Bester, John. Masterworks of Ukiyo-E: Hokusai – The Thirty-Six Views of Mt. Fuji. Kodansha, Tokyo.

#### Tanulmányok
- Goncourt, Edmond de (2014). Essential Hokusai. Bournemouth, Parkstone International (released in September). ISBN 978-1-78310-128-3.
- Goncourt, Edmond de (2014). Hokusai Mega Square. Bournemouth, Parkstone International (released in September). ISBN 978-1-78310-566-3.

#### Nyomtatványok
- Hokusai complete works
- Ukiyo-e Prints by Katsushika Hokusai
- Hokusai's works at Tokyo Digital Museum Archiválva 2008. október 3-i dátummal a Wayback Machine-ben

#### Életrajz
- Biography of Katsushika Hokusai, British Museum